# ドラえもん パズルdeリゾートメーカー
『ドラえもん パズルdeリゾートメーカー』は、サクプラスより配信されたスマートフォン向けゲームアプリ。2024年10月24日サービス開始。基本プレイ無料（アイテム課金制）。公式略称は「ドラリゾ」。

## 概要
『ドラえもん』を題材としたマッチ3パズルゲーム。ドラえもんたちと無人島を開拓し、リゾートを作っていく。
2023年10月4日に行われた藤子・F・不二雄 生誕90周年 企画発表会で本作の配信が発表された。